# Morten Brekke
Morten Brekke (ur. 30 listopada 1957 w Porsgrunn) – norweski zapaśnik walczący w stylu klasycznym. Dwukrotny olimpijczyk. Odpadł w eliminacjach turnieju w Los Angeles 1984 i siódmy w Seulu. Startował w kategoriach 62–68 kg.
Czwarty na mistrzostwach świata w 1986 i jedenasty w 1983. Siódmy w mistrzostwach Europy w 1981 i 1984. Zdobył jedenaście medali na mistrzostwach nordyckich w latach 1977 – 1989. roku.

## Letnie Igrzyska Olimpijskie 1984
| Konkurencja                   | Walki                   | Walki                       | Klas. końcowa |
| Konkurencja                   | Pierwsza runda          | Druga runda                 | Miejsce       |
| ----------------------------- | ----------------------- | --------------------------- | ------------- |
| styl klasyczny, waga piórkowa | Abdurrahim Kuzu (USA) P | Kent-Olle Johansson (SWE) P | eliminacje    |

## Letnie Igrzyska Olimpijskie 1988
| Konkurencja                | Walki                 | Walki                      | Walki                | Walki                    | Walki                | Walki                | Klas. końcowa |
| Konkurencja                | Pierwsza runda        | Druga runda                | Trzecia runda        | Czwarta runda            | Piąta runda          | o 7 miejsce          | Miejsce       |
| -------------------------- | --------------------- | -------------------------- | -------------------- | ------------------------ | -------------------- | -------------------- | ------------- |
| styl klasyczny, waga lekka | Kim Seong-mun (KOR) P | Abdullah Al-Shamsi (YAR) W | Zouheir Hory (SYR) W | Herminio Hidalgo (PAN) W | Tapio Sipilä (FIN) P | Attila Repka (HUN) W | 7. miejsce    |